# Саханская (станция, населённый пункт)
Саханская — станция как населённый пункт в Орловской области России.
В рамках административно-территориального устройства входит в Образцовский сельсовет Орловского района, в рамках организации местного самоуправления — в Орловский муниципальный округ.

## География
Населённый пункт расположен при железнодорожной станции Саханская на линии Орёл — Брянск, в 3 км от юго-западной границы города Орла.
В 300 м к северу находится посёлок Саханский.

## Население
| 2010 |
| ---- |
| 47   |

Согласно результатам переписи 2002 года, в национальной структуре населения из 61 жителя русские составляли 100 % от жителей.

## История
С 2004 до 2021 гг. в рамках организации местного самоуправления станция входила в Образцовское сельское поселение, упразднённое вместе с преобразованием муниципального района со всеми другими поселениями путём их объединения в Орловский муниципальный округ.